# Jean Carroll
Jean Carroll (Paris, 6 de janeiro de 1911 - White Plains, 1 de janeiro de 2010) foi uma atriz e comediante franco-estadunidense.